# Балакуль
Балакуль — деревня в Лебяжьевском районе Курганской области. Входит в состав Елошанского сельсовета.

## История
До 1917 года в составе Елошанской волости Курганского уезда Тобольской губернии. По данным на 1926 год состояла из 160 хозяйств. В административном отношении являлась центром Балакульского сельсовета Лебяжьевского района Курганского округа Уральской области.

## Население
| 1989 | 2002 | 2010 |
| ---- | ---- | ---- |
| 333  | ↘310 | ↘214 |

По данным переписи 1926 года в деревне проживало 853 человека (404 мужчины и 449 женщин), в том числе: русские составляли 100 % населения.